# Tereza de Benguela

Imagen de Tereza de Benguela creada por la artista Ilka Cyana con base en investigaciones académicas y el testimonio de la historiadora y descendiente Silviane Ramos.

Tereza de Benguela (Reino de Benguela, c. 1700 - Capitanía de Mato Grosso, 1770) fue una líder quilombola del Quilombo do Piolho que si bien no ha sido ubicado con precisión se sabe se encontraba a orillas del río Guaporé en la ciudad de Villa Bella de la Santísima Trinidad en el actual estado de Mato Grosso. El 25 de julio se estableció en Brasil por la Ley N°12.987/2014 como el Día Nacional de Tereza de Benguela y la Mujer Negra.

## Biografía
Algunas décadas antes de 1770, dentro del bosque amazónico bañado por el río Guaporé, al otro lado del Iténez en la frontera con Bolivia, existió uno de los quilombos "más recordados en la historia negra del Brasil", pues la encabezó una legendaria mujer de origen africano: Tereza de Benguela. Tereza de Benguela era una esclava que había huido del capitán Timóteo Pereira Gomes, y había contraído matrimonio con José Piolho, jefe del quilombo de Quariteré en la década de 1740. Piolho había creado un sistema parlamentario registrado en un documento colonial que se halló en la parroquia de Villa Bella.

### Gobierno
Con la muerte de Piolho, Tereza se convirtió en reina del quilombo a principios de la década de 1750 y, bajo su liderazgo, la comunidad negra e indígena resistió la esclavitud durante dos décadas. Tereza de Benguela mantuvo un sistema de defensa con armas arrebatadas o intercambiadas con esclavistas blancos y un sistema de trabajo que consistía en la transformación de parte de esas armas (principalmente machetes y otros objetos de fierro) en instrumentos de trabajo para labrar la tierra a través de una industria de fundición de metales creada en el quilombo. 
Aún más, la reina buscó mantener el sistema parlamentario de diputados y un consejo de senadores (formado por ancianos y jefes tribales negros). Los diputados se reunían semanalmente para decidir sobre la administración del quilombo.
Dentro de esta autonomía política y económica "consolidaron una agricultura para la cosecha de algodón y fabricación de textiles (pues contaban con telares). Estos tejidos junto a los excedentes de la producción agrícola abundante en maíz, banana, feijó (poroto) y mandioca (yuca), era comercializada en todo el Pantanal, sobre el valle del Guaporé".

### Destrucción del quilombo
El 27 de junio de 1770 una expedición liderada por Luís Pinto de Sousa Coutinho partió hacia el quilombo, con la misión de destruirlo. Llegaron al sitio el 22 de julio y abrieron fuego contra los quilombolas, pero la mayoría logró escapar. Hubo resistencia, encabezada por Tereza, quien respondió con armas de fuego además de flechas, pero no fue suficiente.  Parte de la población (79 negros y 30 indios de la etnia Xavante) fueron asesinados o encarcelados. Los sobrevivientes sufrieron humillaciones públicas, y fueron marcados con hierro con la letra F, por fugitivo, y devueltos a sus antiguos dueños.

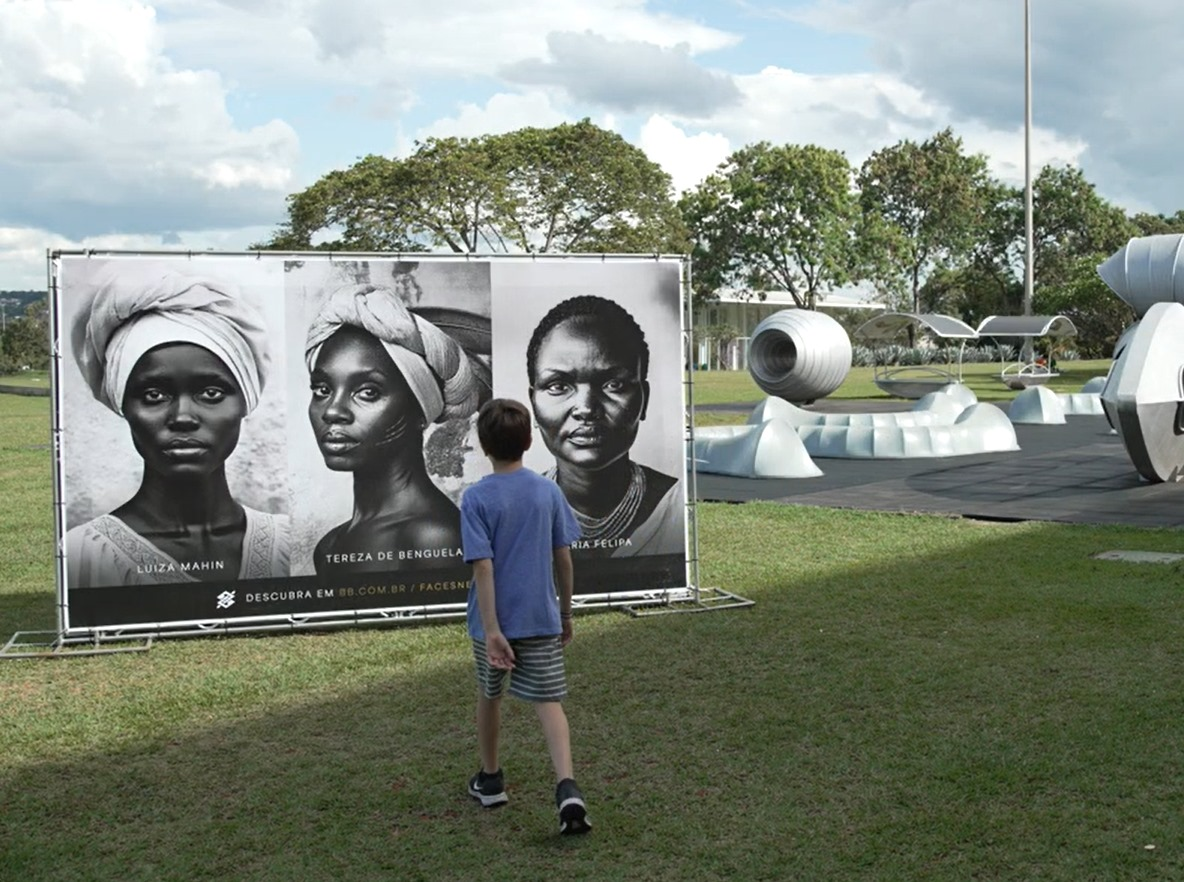
Exposición sobre Tereza de Benguela, Luiza Mahin y Maria Felipa en el CCBB.

Tereza fue colocada en una celda, después de haber sido tratada con palabras groseras frente a sus antiguos subordinados. Según una versión de la historia, una vez en prisión, dejó de comer y murió como consecuencia de los malos tratos y la falta de alimentos. Su cabeza fue cortada y expuesta en la plaza del quilombo. Según otra versión, se suicidó.

## Carnaval
Unidos do Viradouro rindió homenaje a Tereza con la trama "Tereza de Benguela, una reina negra en el Pantanal", quedando en tercer lugar en el Carnaval de Río de Janeiro en 1994. La escuela de samba São Paulo Barroca Zona Sul, en su samba-parcela "Benguela… A Barroca Clama a Ti, Tereza", rindió homenaje a Tereza da Benguela en el Carnaval de São Paulo en 2020.